# Águeda
Águeda – miejscowość w Portugalii, leżąca w dystrykcie Aveiro, w regionie Centrum w podregionie Baixo Vouga. Miejscowość jest siedzibą gminy o tej samej nazwie.

## Demografia
| Liczba ludności gminy Águeda (1849–2011) | Liczba ludności gminy Águeda (1849–2011) | Liczba ludności gminy Águeda (1849–2011) | Liczba ludności gminy Águeda (1849–2011) | Liczba ludności gminy Águeda (1849–2011) | Liczba ludności gminy Águeda (1849–2011) | Liczba ludności gminy Águeda (1849–2011) | Liczba ludności gminy Águeda (1849–2011) | Liczba ludności gminy Águeda (1849–2011) |
| ---------------------------------------- | ---------------------------------------- | ---------------------------------------- | ---------------------------------------- | ---------------------------------------- | ---------------------------------------- | ---------------------------------------- | ---------------------------------------- | ---------------------------------------- |
| 1849                                     | 1900                                     | 1930                                     | 1960                                     | 1981                                     | 1991                                     | 2001                                     | 2004                                     | 2011                                     |
| 9247                                     | 20 416                                   | 25 982                                   | 35 274                                   | 43 216                                   | 44 045                                   | 49 041                                   | 49 691                                   | 47 729                                   |

## Sołectwa
Sołectwa gminy Águeda (ludność wg stanu na 2011 r.):
- Agadão – 373 osoby
- Aguada de Baixo – 1373 osoby
- Aguada de Cima – 4013 osób
- Águeda – 11 346 osób
- Barrô – 1836 osób
- Belazaima do Chão – 599 osób
- Borralha – 2230 osób
- Castanheira do Vouga – 639 osób
- Espinhel – 2482 osoby
- Fermentelos – 3258 osób
- Lamas do Vouga – 729 osób
- Macieira de Alcoba – 84 osoby
- Macinhata do Vouga – 3406 osób
- Óis da Ribeira – 716 osób
- Préstimo – 724 osoby
- Recardães – 3530 osób
- Segadães – 1169 osób
- Travassô – 1589 osób
- Trofa – 2732 osoby
- Valongo do Vouga – 4901 osób

## Współpraca
Miejscowości partnerskie:
- Bissau, Gwinea Bissau
- Ferrol, Hiszpania
- Rio Grande, Brazylia
- Sint-Gillis-Waas, Belgia